# Клисурица (община Вранска баня)
Вижте пояснителната страница за други значения на Клисурица.
Клисурица (на сръбски: Клисурица или Klisurica) е село в Югоизточна Сърбия, Пчински окръг, Град Враня, община Вранска баня.

## География
Селото е разположено високо над десния бряг на Корбевашката река. Отстои на 13 километра североизточно от общинския център Вранска баня, източно от село Корбевац, западно от село Несвърта и североизточно от село Липовац.

## История
По време на Първата световна война селото е във военновременните граници на Царство България, като административно е част от Вранска околия на Врански окръг.

## Население
Според преброяването на населението от 2011 г. селото има 106 жители.

### Етнически състав
Данните за етническия състав на населението са от преброяването през 2002 г.
- сърби – 173 жители (100%)